# Tadeusz Kowalski (agronom)
Tadeusz Kowalski (ur. 30 grudnia 1841 w Lewicpolu (ob. Warszawa), zm. 20 lutego 1904 w Konopnicy) – polski agronom, popularyzator oświaty rolniczej.
W latach 1862–1870 był profesorem Instytutu Politechnicznego i Rolniczo-Leśnego w Puławach. Po jego likwidacji pracował w Towarzystwie Kredytowym Ziemskim. Był inicjatorem stacji doświadczalnej w Sobieszynie, a także szkoły rolniczej w Brzozowej. Opublikował m.in. Uprawa szczegółowa roślin gospodarczych (1885).
Jego synem był Józef Wierusz-Kowalski. Został pochowany na cmentarzu Powązkowskim (kwatera 157-6-10).